# Gruppo del Rocciamelone
Il Gruppo del Rocciamelone è un massiccio montuoso delle Alpi di Lanzo e dell'Alta Moriana nelle Alpi Graie. Si trova in Italia (Piemonte) ed in misura minore in Francia (Savoia). Prende il nome dal Rocciamelone che ne è la montagna più alta.

## Caratteristiche
Il gruppo si sviluppa principalmente a cavallo dello spartiacque Dora Riparia/Stura di Lanzo, in Provincia di Torino. La sua parte più occidentale ricade però in territorio francese, nel bacino del fiume Arc (Savoia). 
I suoi confini sono rappresentati ad ovest dal Col des Trois Dents e dalla Selle du Ribon (che lo separano rispettivamente dagli altri due gruppi della Catena Rocciamelone-Charbonnel, ovvero il Gruppo Roncia-Lamet e il Gruppo del Charbonel), nonché dal Colle dell'Autaret, che lo divide dal Gruppo Autaret-Ovarda (quest'ultimo appartenente al supergruppo Arnas-Ciamarella). Il confine meridionale è costituito dai torrenti Cenischia e Dora Riparia, quello settentrionale da Stura di Viù e Stura di Lanzo e quello orientale dalla Pianura Padana. 
Nella parte più orientale le montagne si aprono a ventaglio verso la pianura formando la Val Casternone e la Val Ceronda, le cui acque sono raccolte dalla Stura di Lanzo nei pressi di Venaria Reale.

## Classificazione
La SOIUSA definisce il gruppo del Rocciamelone come un gruppo alpino e vi attribuisce la seguente classificazione:
- Grande parte = Alpi Occidentali
- Grande settore = Alpi Nord-occidentali
- Sezione = Alpi Graie
- Sottosezione = Alpi di Lanzo e dell'Alta Moriana
- Supergruppo = Catena Rocciamelone-Charbonnel
- Gruppo = Gruppo del Rocciamelone
- Codice = I/B-7. I-A.2

## Suddivisione
La catena viene suddivisa in due sottogruppi:
- Nodo del Rocciamelone (a)
- Cresta Lunella-Arpone (b)

I due sottogruppi sono separati tra loro dal Colle della Croce di Ferro.

## Montagne principali

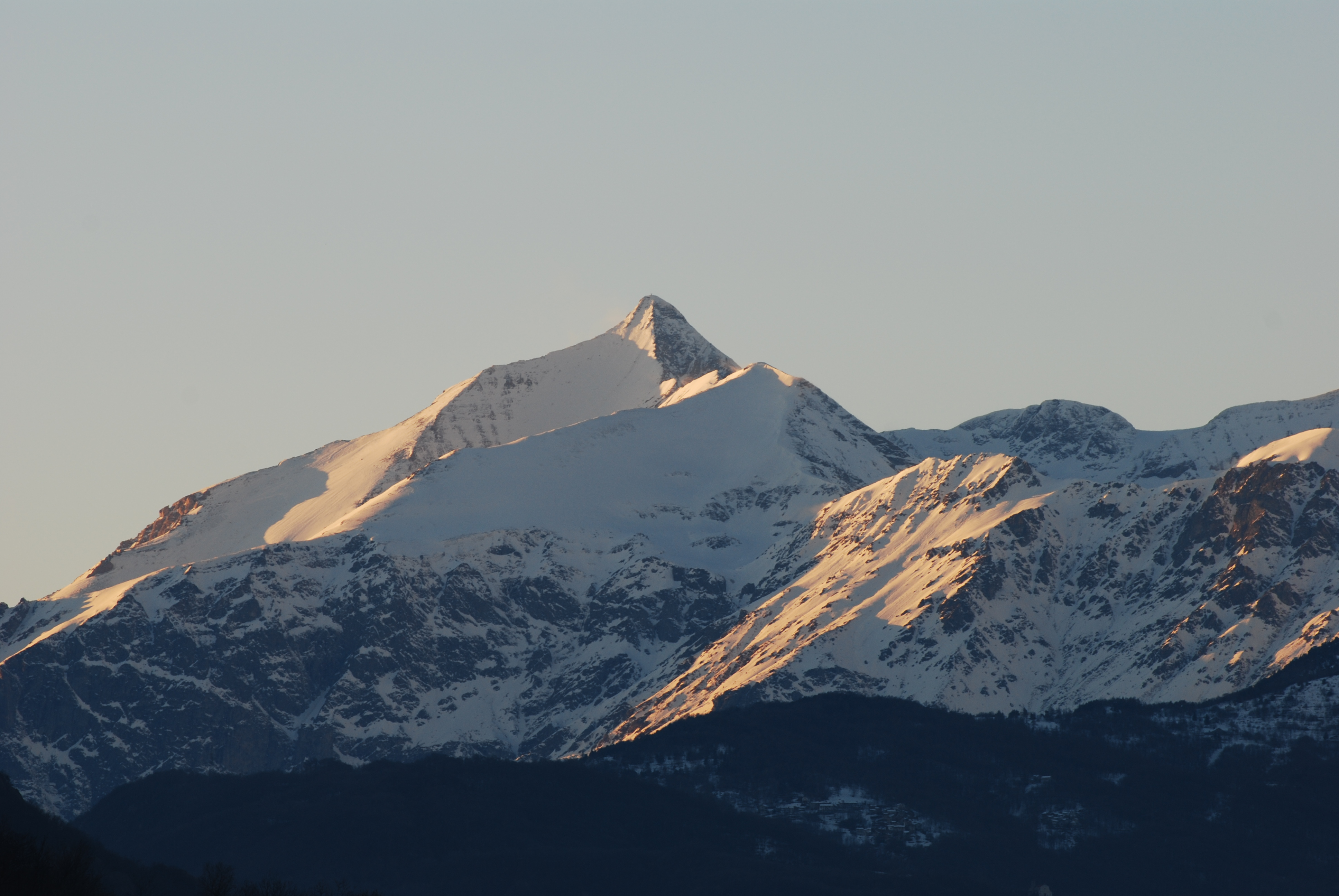
Il Rocciamelone innevato

- Monte Rocciamelone - 3.538 m
- Pointe du Fort - 3.385 m
- Punta Marmottere - 3.384 m
- Punta di Novalesa - 3.356 m
- Punta Costan - 3.290 m
- Pointe Avril - 3.214 m
- Monte Muret - 3.062 m
- Monte Palon - 2.965 m
- Punta Lunella - 2.772 m
- Punta Cruvin - 2.690 m
- Grand'Uja - 2.666 m
- Rocca Maritano - 2.543 m
- Punta dell'Adois - 2.507 m
- Rocca Patanua - 2.409 m
- Punta di Grifone - 2.404 m
- Cima Lusera - 2.325 m
- Punta Sbaron - 2.223 m
- Monte Civrari - 2.302 m
- Punta della Croce - 2.234 m
- Monte Rognoso - 1.952 m
- Punta Sourela - 1.770 m
- Monte Colombano - 1.658 m
- Monte Sapei - 1.624 m
- Monte Arpone - 1.602 m
- Monte Roc Neir - 1.540 m
- Monte Druina - 1.516 m
- Monte Caprasio - 1.508 m
- Monte Lera - 1.368 m
- Il Turu - 1.355 m
- Monte Molaras - 1.327 m
- Monte Curt - 1.323 m
- Monte Arpon - 1.236 m
- Monte Corno - 1.226 m
- Monte Rosselli - 1.205 m
- Monte Musinè - 1.150 m
- Punta Fournà - 1.131 m
- Monte Bernard - 1.079 m
- Monte Baron - 818 m

## Valichi

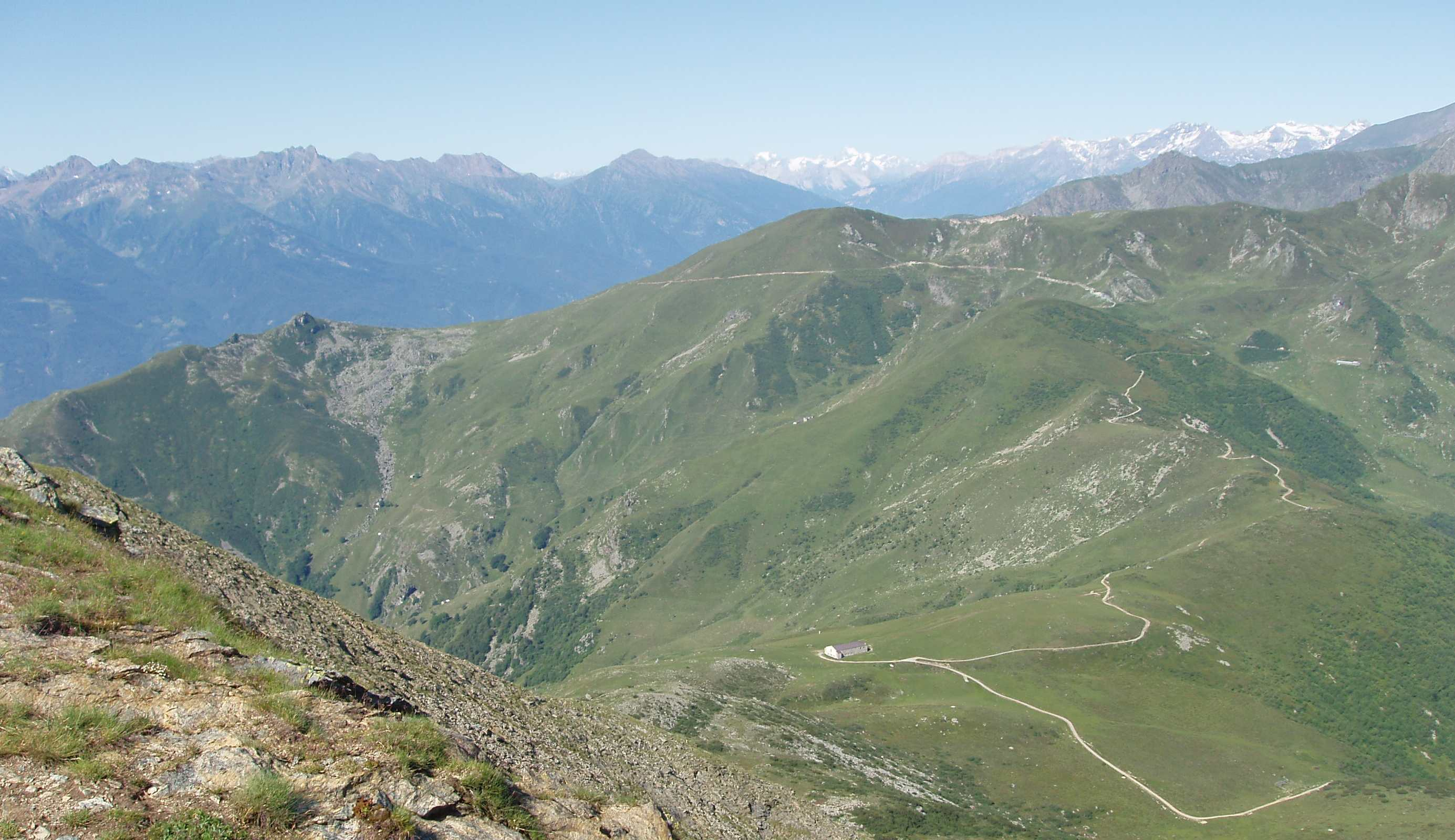
Colle del Colombardo

| Nome                 | luoghi collegati                       | tipo                 | altezza (m) |
| -------------------- | -------------------------------------- | -------------------- | ----------- |
| Colle del Moncenisio | da Susa a Lanslebourg-Mont-Cenis       | strada asfaltata     | 2.083       |
| Colle dell'Autaret   | da Bessans a Usseglio                  | sentiero             | 3.070       |
| Colle della Forcola  | da Viù a Condove                       | tracce di sentiero   | 2.460       |
| Colle del Colombardo | da Lemie a Condove                     | strada sterrata      | 1.888       |
| Col des Trois Dents  | dalla Val Cenischia al Vallon du Ribon | percorso alpinistico | 3.146       |
| Colle Croce di Ferro | da Bussoleno a Usseglio                | sentiero             | 2.546       |
| Colle del Lys        | da Viù a Rubiana                       | strada asfaltata     | 1.311       |
| Passo della Croce    | da Vallo Torinese a Viù e Germagnano   | sentiero             | 1.254       |

## Rifugi alpini

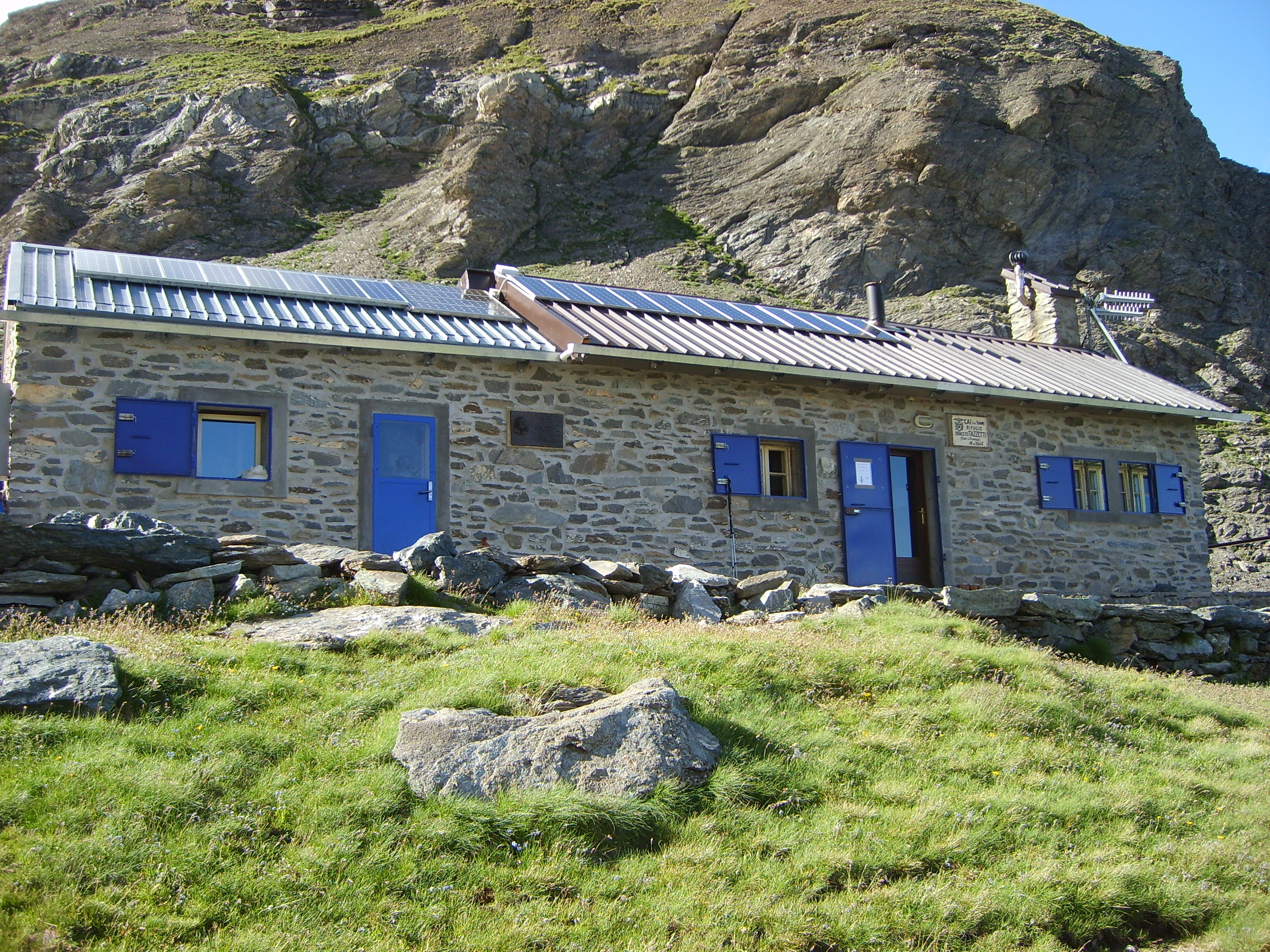
Il rifugio Tazzetti

Per favorire l'escursionismo e la salita alle vette il gruppo è dotato dei seguenti rifugi alpini:
- rifugio Cà d'Asti - 2.854 m;
- rifugio Stellina - 2.610 m;
- rifugio Ernesto Tazzetti - 2.642 m.

Esistono inoltre alcuni punti d'appoggio come quelli del Colle della Portia (il rifugio Portia nei pressi del Monte Arpone) o del Passo della Croce.

## Sport invernali
Sul versante nord del gruppo, in comune di Usseglio, si trova la piccola stazione sciistica di Pian Benot. Anche sul Colle del Lis esistevano alcuni brevi impianti di risalita, poi dismessi, mentre è attivo uno snowpark.
A partire dal colle è stata anche realizzata una pista di fondo.

## Protezione della natura

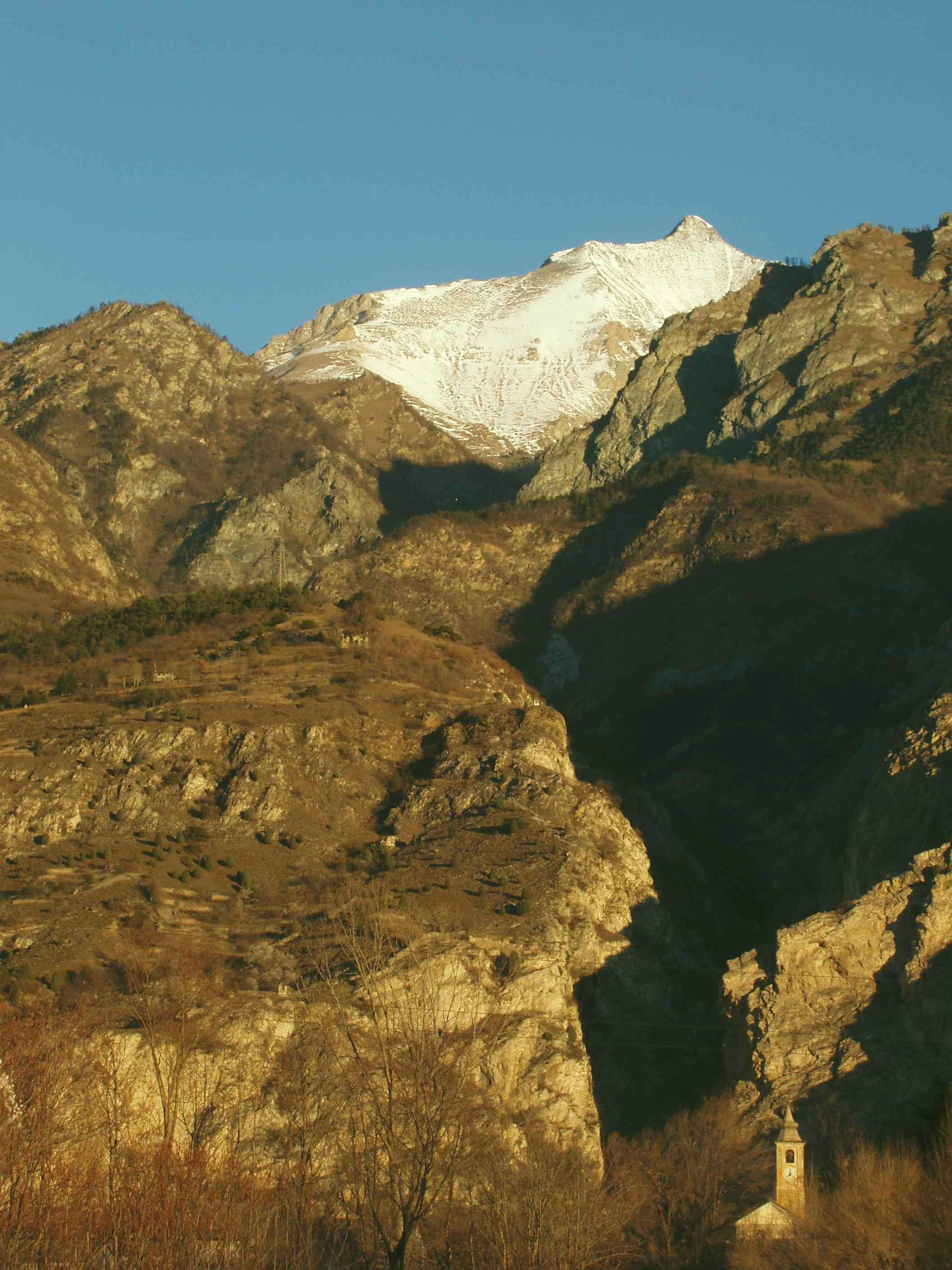
L'Orrido di Foresto

Due aree protette regionali sono presenti sul versante valsusino del gruppo:
- Riserva naturale speciale dell'Orrido di Foresto e Stazione di Juniperus oxycedrus di Crotte San Giuliano;
- Riserva naturale speciale dell'Orrido e stazione di Leccio di Chianocco.

Nella sua zona più orientale sono invece state istituite altre tre piccole aree protette:
- Parco Naturale di interesse provinciale del Col del Lys;
- Riserva naturale integrale della Madonna della Neve sul Monte Lera;
- Parco del Ponte del Diavolo di Lanzo Torinese.

La piccola porzione francese del gruppo montuoso ricade invece nel Parco nazionale della Vanoise.

### Cartografia
- Cartografia ufficiale italiana dell'Istituto Geografico Militare (IGM) in scala 1:25.000 e 1:100.000, consultabile on line
- Cartografia ufficiale francese dell'Institut géographique national (IGN), consultabile online
- Istituto Geografico Centrale - Carta dei sentieri e dei rifugi scala 1:50.000 n. 2 Valli di Lanzo e Moncenisio e n. 17 Torino Pinerolo e Bassa Val di Susa